# Villagers of Ioannina City
Villagers of Ioannina City (VIC) es una banda griega de rock de Ioánina, formada en 2007. Su música combina elementos de diversos subgéneros de rock como el experimental, el stoner y el rock psicodélico con una gran dosis de música folclórica griega de la región de Epiro. La tradición musical regional se caracteriza por la polifonía, ritmos y melodías específicas, y el uso del clarinete, la kaval y la gaita. Fusionando esta música folk única con formas psicodélicas modernas, crean un sonido donde el instrumento solista dominante es el clarinete. Su álbum debut de larga duración, Riza, recibió gran aceptación por parte de la crítica y el público, recibiendo excelentes críticas no solo de Grecia sino de todo el mundo. Han participado en los festivales de rock más importantes y en numerosos espectáculos, con entradas agotadas en los escenarios musicales más importantes de Grecia. En sus giras europeas tocaron en ciudades como Berlín, Londres, Ámsterdam y Barcelona, entre otras.

## Miembros

### Formación actual
- Alex Karametis - vocal, guitarra
- Akis Zois - bajo
- Aris Giannopoulos - batería
- Konstantis Pistiolis - clarinete, kaval, coros
- Kostas - gaita

### Exintegrantes
- Giannis Haldoupis - ? (? - ?)
- Achilleas Radis - ? (? - ?)

## Discografía

### Álbumes de estudio
- 2014: "Riza" (Mantra Records)
- 2019: "Age of Aquarius" (Mantra Records)

### EPs
- 2014: "Zvara / Karakolia" (Mantra Records)

### Recopilaciones
- 2010: "Promo 2010" (autoeditado)